# Sâm panh

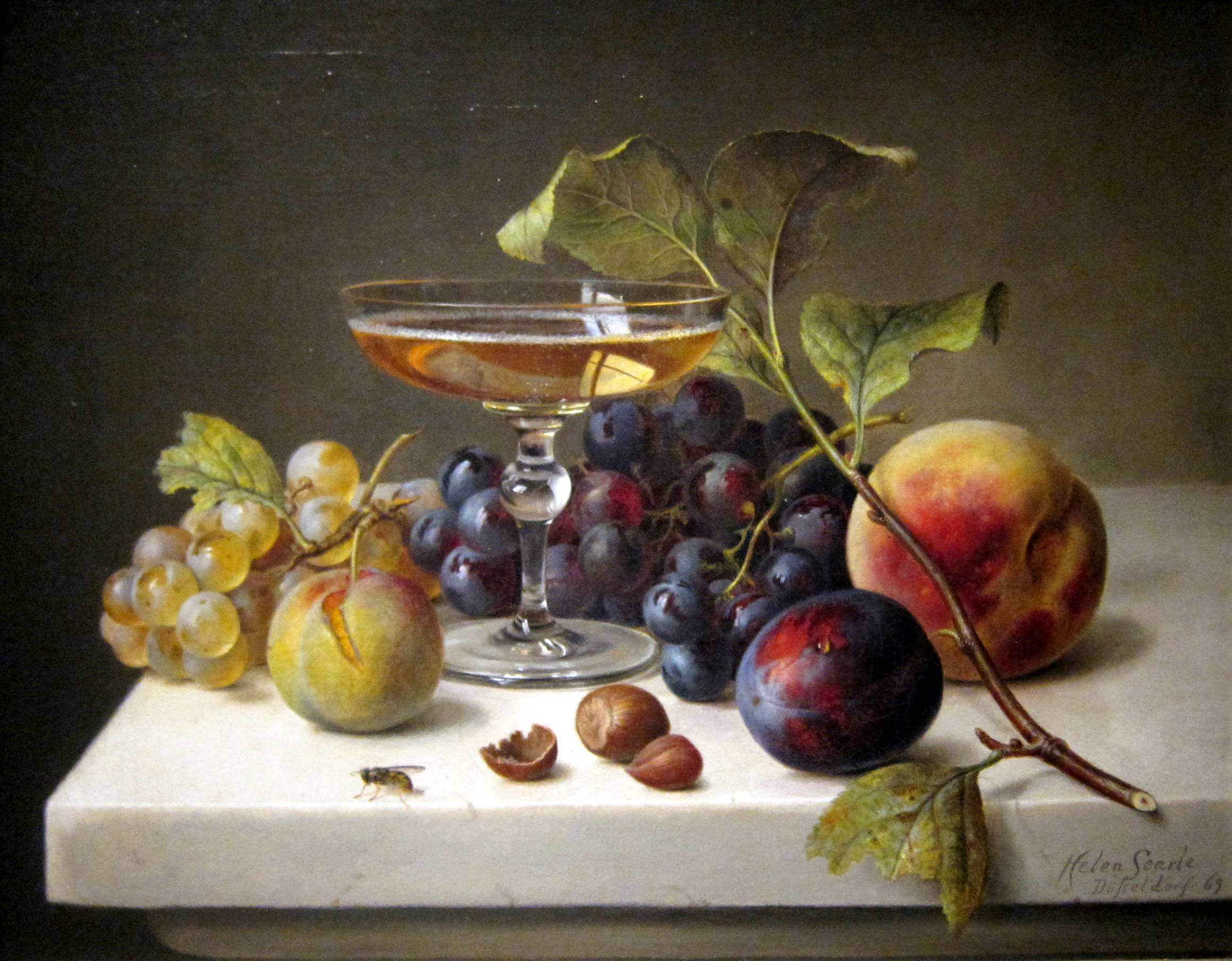
Tranh tĩnh vật vẽ ly rượu sâm panh

Sâm panh (bắt nguồn từ tiếng Pháp: champagne), còn gọi là sâm banh, là một dạng vang nổ được sản xuất bằng cách tạo ra sự lên men thứ cấp trong chai chứa rượu vang để thực hiện sự cacbonat hóa. Nó được đặt tên theo khu vực Champagne của Pháp. Trong khi thuật ngữ "champagne" (sâm panh) thông thường được các nhà sản xuất vang nổ tại các khu vực khác trên thế giới sử dụng để chỉ sản phẩm của mình thì có nhiều ý kiến cho rằng nó nên được sử dụng một cách chính xác để chỉ tới các loại rượu vang được sản xuất tại khu vực Champagne. Nguyên tắc này được coi trọng tại Liên minh châu Âu bằng quan hệ pháp lý của tên gọi được bảo hộ về nguồn gốc (PDO).

## Lịch sử
Vùng đất Champagne của Pháp với sự biến động của thời tiết hết sức khắc nghiệt kéo theo sự thất thường của những vụ nho, khi thì bội thu, lúc lại hết sức khan hiếm. Nhưng chính sự khắc nghiệt của thời tiết nơi đây đã tạo nên những trái nho có hương vị đặc biệt thơm ngon.

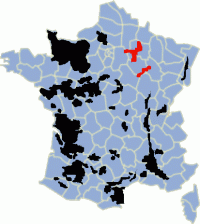
Màu đỏ, những vùng trồng nho để sản xuất sâm panh

Rượu nho của vùng Champagne được biết đến đầu tiên trong giới quý tộc khi vị linh mục tên là Saint Remi vùng Reim đã dùng rượu nho của vùng Champagne làm lễ rửa tội cho vua Clovis trong mùa Giáng sinh năm 496. Năm 1285, khi người thừa kế vùng Champagne và vùng Navarre tên là Jeanne kết hôn với Philip, người thừa kế ngai vàng nước Pháp, thì vùng Champagne trở thành phên dậu của Pháp quốc, và rượu nho của vùng này dần trở thành rượu của các ông hoàng bà chúa và giới quý tộc Pháp.
Trải theo thời gian đến tận thế kỷ 17, các nhà làm rượu, bằng sự quan sát quá trình lên men tự nhiên của rượu kiên trì trong nhiều năm, đã tìm ra những quy luật và bí quyết riêng để pha trộn các giống nho, các loại rượu được ủ trong thời gian khác nhau, để cố định được hương vị, độ trong, những hạt bọt sủi lăn tăn trong rượu. Rượu sâm panh, kể từ đó, đã làm say lòng không biết bao nhiêu thế hệ với chất lượng ổn định như chúng ta thấy ngày nay.

## Danh hiệu rượu sâm panh

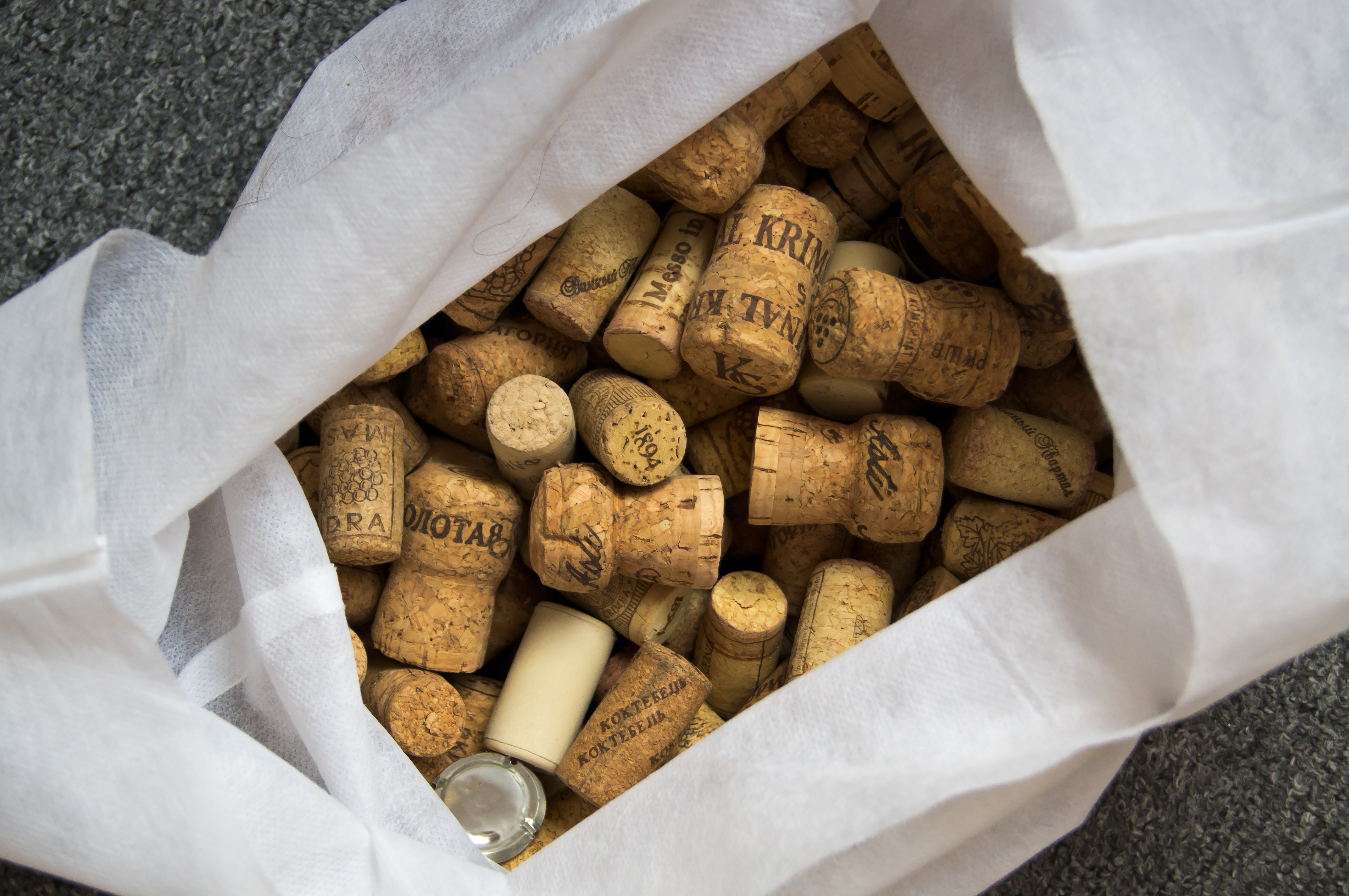
Nút chai sâm panh

Chỉ có rượu vang sản sinh trên vùng đất Champagne mới được gọi là rượu sâm panh. Và nhãn mác tên rượu đã được chính phủ Pháp bảo hộ. Các loại rượu nhẹ sản xuất từ nho trên những vùng khác của lãnh thổ Pháp được gọi bằng tên vang nổ (sparkling wine). Nhằm giữ được hương vị, chất lượng của rượu sâm panh, chính phủ Pháp cũng quy định rất nghiêm ngặt các loại nho được phép trồng trên vùng đất này, và việc chăm sóc nho, phương pháp làm rượu, thời gian cất giữ rượu, ranh giới vùng trồng nho cũng được kiểm soát nghiêm ngặt.

## Các loại rượu
Rượu Sâm panh, giống như Cô nhắc tuy cũng có nhiều dòng khác nhau, nhưng chủ yếu gồm ba loại chính:
- Brut: rượu chua, thường dùng khai vị.
- Demi-sec: hơi chua, dùng khai vị hoặc dùng suốt bữa ăn, uống ban ngày.
- Champagne ngọt: uống kèm lúc ăn tráng miệng hoặc uống sau bữa ăn.

## Thưởng rượu

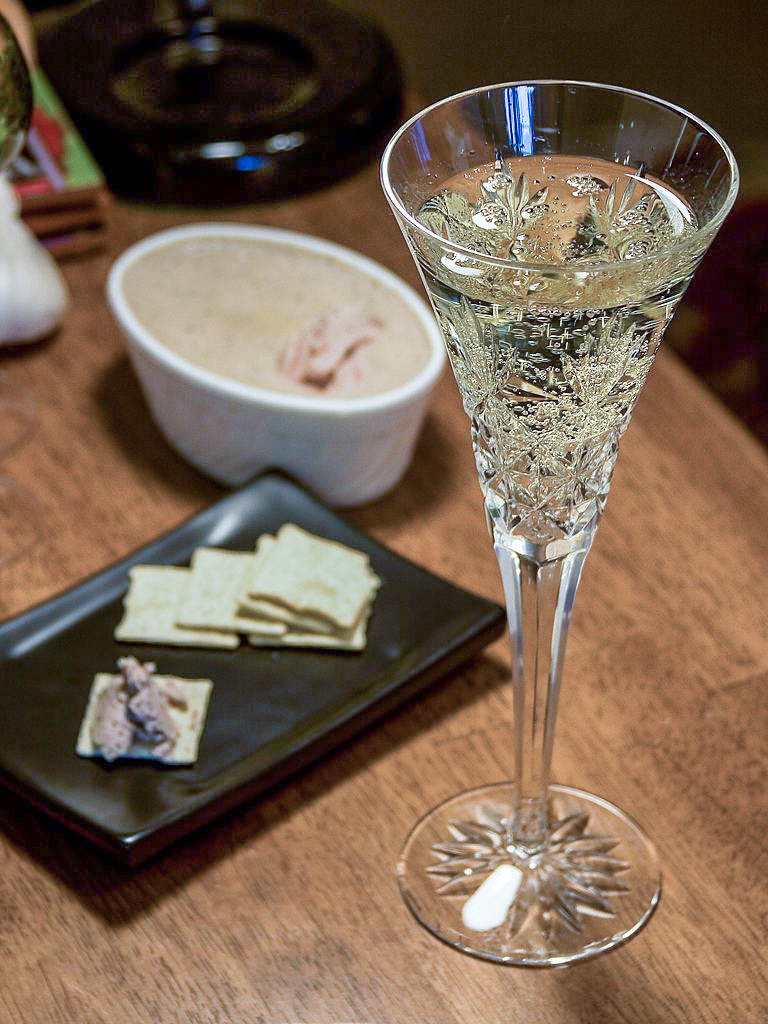
.

Ly uống rượu sâm panh thích hợp nhất là loại ly hình hoa tuy líp dài, vì loại ly này đủ rộng để các bọt khí tự do nhảy múa, và màu sắc, hương vị cũng như độ trong của rượu dễ dàng được thẩm định. Dùng sâm panh ở nhiệt độ từ 7 đến 10 °C là thích hợp nhất. Do vậy, các chai rượu khi đưa ra uống thường được ngâm trong xô đá hoặc để ngăn mát tủ lạnh trong vài giờ đồng hồ.